# Podbriježje
Pobriježje (en cyrillique : Побријежје) est un village de Bosnie-Herzégovine. Il est situé dans la municipalité de Sanski Most, dans le canton d'Una-Sana et dans la fédération de Bosnie-et-Herzégovine. Selon les premiers résultats du recensement bosnien de 2013, il compte 594 habitants.

## Géographie
Le village est situé dans les faubourgs nord-ouest de Sanski Most, au bord de la rivière Bliha.

## Démographie

### Évolution historique de la population dans la localité
| 1948 | 1953 | 1961 | 1971 | 1981 | 1991 | 2013 |
| ---- | ---- | ---- | ---- | ---- | ---- | ---- |
| -    | -    | 675  | 803  | 473  | 570  | 594  |

|  |

### Communauté locale
En 1991, la communauté locale de Pobriježje comptait 1 195 habitants, répartis de la manière suivante :